# Kaplica w Myślachowicach
Kaplica w Myślachowicach – kamienno-ceglana budowla sakralna we wsi Myślachowice na skrzyżowaniu ulic 22-lipca (obecnie ul. Centralna) i XX-lecia PRL (obecnie ul. Olkuska). Rozebrana w 1975 roku. 

## Historia
Wzniesiona w 1892 roku o wymiarach 3,20 m × 4,80 m (w środku mieściło się około 30 osób). Posiadała wejście od frontu od ulicy Olkuskiej oraz małą wieżyczkę, bez dzwonu. Wewnątrz znajdował się ołtarz ozdobiony metaloplastyką o motywach Wieczerzy Pańskiej, złocone tabernakulum, dwa klęczniki z kratami w charakterze konfesjonału, pulpit z żelaznych prętów oraz fisharmonia walizkowa ze stojakiem z drzewa. Na wyposażeniu znajdowały się naczynia, szaty liturgiczne, 14 stacji Drogi Krzyżowej wypalanych na desce i księgi kościelne.
W świątyni jako integralnej części macierzystej parafii pw. Świętych Apostołów Piotra i Pawła w Trzebini, odbywały się nabożeństwa niedzielne i świąteczne oraz katechizacja dzieci.
Za wiedzą ówczesnego ks. dziekana oraz Kurii Metropolitalnej i z polecenia władz wojewódzkich z dnia 1 grudnia 1975 roku kaplica została rozebrana. Powodem decyzji był fakt usytuowania obiektu na zbiegu dwóch dróg publicznych o dużym nasileniu ruchu oraz rozpoczęcia 7 kwietnia 1975 roku budowy kościoła Najświętszej Maryi Panny Królowej Polski przy ulicy Wąskiej.
Obecnie w miejscu dawnej budowli sakralnej znajduje się przystanek autobusowy.